# El Arenal (Paita)
El Arenal es una localidad peruana, capital del distrito homónimo ubicado en la provincia de Paita del departamento de Piura, Perú. Según el INEI, en el 2017 tenía una población de 617 habitantes.